# Німий (фільм)
«Німий» (англ. Mute) — науково-фантастична стрічка режисера Данкана Джонса, який також написав сценарій у співпраці з Майклом Робертом Джонсоном і Деймоном Піплзом. У фільмі виконували ролі Александр Скашгорд, Джастін Теру, Пол Радд та інші.

## Сюжет
Події фільму розгортаються в Берліні в близькому майбутньому.
Лео Байлер — німий бармен, який вирушає на пошуки своєї зниклої подруги. Розслідування приводять героя у підземне місто, де двоє хірургів обіцяють йому допомогти.

## У ролях
| Актор              | Роль           |
| ------------------ | -------------- |
| Александр Скашгорд | Лео Байлер     |
| Пол Радд           | Білл           |
| Джастін Теру       | Дук Теддінгтон |
| Роберт Шіен        | Луба           |
| Яніс Нівенер       | Нікі           |
| Сейнеб Салег       | Наадіра        |
| Флоренс Касумба    | Таня           |
| Роберт Казінскі    | Роб            |
| Ноель Кларк        | Стюарт         |
| Домінік Монаган    | Освальд        |
| Сем Роквелл        | Сем Белл       |

## Створення фільму

### Виробництво
Знімання фільму відбувалося у Німеччині.

### Знімальна група
- Кінорежисер — Данкан Джонс
- Сценаристи — Майкл Роберт Джонсон, Данкан Джонс, Деймон Піплз
- Кінопродюсер — Стюарт Фенеган
- Кінооператор — Гері Шоу
- Кіномонтаж — Лора Дженнінгс
- Композитор — Клінт Манселл
- Художник-постановник — Гевін Боке
- Артдиректори — Сара Гортон, Вольфганг Метшан, Девід Шенеман
- Художник по костюмах — Рут Маєрс
- Підбір акторів — Ліндсі Ґрем, Мануель Пуро, Мері Верньє[1].

## Реліз
Спочатку запланований до випуску в 2017 році, фільм вийшов на Netflix 23 лютого 2018 року.

## Критика
Фільм отримав негативні відгуки критиків. На сайті Rotten Tomatoes оцінка стрічки становить 19 % на основі 80 відгуків від критиків (середня оцінка 4,3/10) і 48 % від глядачів із середньою оцінкою 3,9/5 (1 423 голоси). Фільму зарахований «гнилий помідор» від кінокритиків та «розсипаний попкорн» від глядачів, Internet Movie Database — 5,4/10 (25 567 голосів), Metacritic — 35/100 (24 відгуків критиків) і 5,4/10 (127 відгуків від глядачів).